# Minol
Minol (ibland även kallat Amatonal eller Ammonal) är ett sprängämne som utvecklades av Storbritanniens marinministerium under andra världskriget för att spara in på mängden trotyl i ammunition. Genom att tillsätta ammoniumnitrat, som frigör syre vid detonation, och aluminiumpulver, fick man ett sprängmedel med 40 % högre energiinnehåll än ren trotyl till priset av en någon långsammare detonation. Dessutom kunde det tillverkas av redan befintlig amatol genom att bara tillsätta aluminium.
Indelningsvis experimenterade man med tre olika blandningar:
- Minol-1 – 48 % Trotyl, 42 % ammoniumnitrat och 10 % aluminiumpulver.
- Minol-2 – 40 % Trotyl, 40 % ammoniumnitrat och 20 % aluminiumpulver.[2]
- Minol-3 – 42 % Trotyl, 38 % ammoniumnitrat och 20 % aluminiumpulver.

Alla blandningar hade dock samma nackdel; de var inte temperaturstabila. Upprepad uppvärmning (i synnerhet över 32°C) och nedkylning fick sprängämnet att svälla, och dessutom var det känsligt för fukt. För att komma till rätta med det problemet blandade man ut ammoniumnitrat med kaliumnitrat, vilket blev en fjärde blandning:
- Minol-4 – 40 % Trotyl, 36 % ammoniumnitrat, 4 % kaliumnitrat och 20 % aluminiumpulver.[3]

## Användning
Minol-2 var den absolut vanligaste varianten. År 1945 var alla flygbomber, torpeder, sjunkbomber och sjöminor som tillverkades i Storbritannien laddade med antingen Minol-2 eller Torpex. Även USA använde Minol-2 i de M117-bomber som tillverkades mellan november 1970 och februari 1972 samt mellan juli 1972 och mars 1973 vilket innebar en besparing på nästan 7 miljarder dollar jämfört med om bomberna laddats med tritonal.